# Војислав Вуковић
Војислав Ј. Вуковић (Лесковац, 23. новембар 1880 – Београд, 30. јануар 1954) је био српски и југословенски официр, бригадни генерал Југословенске војске, управник двора, судија војног суда и управник Војног музеја у Београду.

## Биографија
Рођен је 23. новембра 1880. године у Лесковцу. Завршио је шест разреда Крагујевачке гимназије, а потом Нижу школу Војне академије 1899. године и добио чин артиљеријског потпоручника.
Учествовао је у Балканским ратовима и Првом светском рату. Од 7. октобра 1924. до 4. октобра 1929. године био је командант артиљерије Дунавске дивизије. У чин артиљеријског бригадног генерала унапређен је 1. децембра 1925. године поводом Дана уједињења. Од 4. октобра 1929. до 16. марта 1934. године био је управник двора.
За првог управника Војног музеја у Београду постављен је 8. јуна 1934. године и то је са прекидима остао до 1946. године. Од 27. јула до 27. децембра 1940. године био је судија војног суда.